# Guinevere Turner
Guinevere Turner (Boston, Massachusetts, 23 de maig de 1968) és una actriu, directora i guionista estatunidenca. Es va estrenar a la pantalla gran amb la pel·lícula Go Fish, que va coescriure amb la seva parella en aquell moment, la directora Rose Troche, i que després protagonitzaria. La seva filmografia principal inclou títols com Go Fish (1994), The Watermelon Woman (1996), Chasing Amy (1997), Dogma (1999), American Psycho (2000) i The Notorious Bettie Page (2005). També va fer de guionista i actriu en la sèrie de televisió The L Word (2004-2005).

## Biografia
Entre altres pel·lícules, ha encarnat l'any 1997 en la pel·lícula BDSM / fetitxista Preaching to the Perverted el paper de Tanya Cheex, una dominatriu novaiorquesa.
Guinevere Turner i la realitzadora de la pel·lícula I Shot Andy Warhol, Mary Harron, escrigueren el guió que va ser finalment seleccionat per a l'adaptació cinematogràfica de la novel·la de Bret Easton Ellis American Psycho. Fa una breu aparició a la pel·lícula.
Ha fet també diverses aparicions en la sèrie televisada americana The L Word, de la qual ha estat guionista durant les dues primeres temporades. El 2005, Turner ha escrit el guió de la pel·lícula BloodRayne realitzat per Uwe Boll, i el de The Notorious Bettie Page, amb la realitzadora Mary Harron.
Va ser entrevistada en ''T'as de beaux yeux, chéri'' d'André Schäfer.

## Filmografia
- 1994: Go Fish: Camille 'Max' West
- 1996: The Watermelon Woman: Diana
- 1997: Preaching to the Perverted: Tanya Cheex
- 1997: Kiss Me, Guido: la lesbiana indignada
- 1997: Latin Boys Go to Hell: Sombra
- 1997: Chasing Amy: La cantant
- 1998: Dante's View: June Darien
- 1999: Rick & Steve: The Happiest Gay couple in All the World: Echinacea
- 1999: Dogma: Esperant el bus
- 1999: Treasure Island: Evelyn
- 2000: American Psycho: Elizabeth
- 2001: The Safety of Objects (veus): Tani
- 2001: Fluffer: Video Store Clerk
- 2002: Stray Dogs: Darla Carter
- 2002: Pipe Dream: Diane Beltrami
- 2002: Junk: Mary
- 2003: Seahorses: Amanda
- 2003: Hummer: Guin
- 2005: Hung: Ruby
- 2005: Beyond Lovely: Lovely
- 2005: Dani and Alice: Olivia
- 2005: Frozen Smile: Dona a la sorra
- 2007: Don't Go (TV): Melody
- 2007: In the Spotlight: Luck, Kate Lady
- 2007: Itty Bitty Titty Committee: Marcy Maloney
- 2008: Little Mutinies: Ginger
- 2004-2009: The L Word (sèrie TV, 4 episodis): Gabby Deveaux
- 2010: The Owls: Iris
- 2011: The Nine Lives of Chloe King (sèrie televisiva): Waitress
- 2011: Feed (sèrie televisiva): Keira
- 2013: Who's Afraid of Vagina Wolf?: Penelope / Martha
- 2013: Kitty Bainbridge is Dead (curt): Kitty Bainbridge
- 2014: I Am One (curt): Nancy
- 2014: Crazy Bitches: Belinda
- 2014: The Night Is Ours (curt): Mrs. Wolfson
- 2014: Jen Foster: She
- 2015: Any Tom, Dick, or Harry (telefilm): Mindy Hale
- 2015: Wedlocked (curt): Dr. Turner
- 2015: Spare Parts (curt): Sandy
- 2015: Hide the Sausage (curt): Frisky
- 2016: Angelino Heights (sèrie televisiva): Joan
- 2016: Superpowerless: Marie
- 2016: Bruising for Besos: la cambrera lesbiana
- 2016: Everlasting: Irena
- 2017: Crazy Bitches/Get Crazier: Rhea Alcott Thomas